# Sofía Arzarello
Sofía Arzarello (1897, Montevideo, Uruguai - 1981) fou una escriptora, professora i activista uruguaiana.

## Biografia
El 1936 va cofundar l'Associació d'Intel·lectuals, Artistes, Periodistes i Escriptors que tenia per objectiu defensar els drets de tots els creadors de cultura davant dels estralls socials i econòmics de l'època. Entre les seves accions va defensar la República durant la Guerra Civil Espanyola i la condemna des de l'Uruguai per l'assassinat de Federico García Lorca.
Va estar casada amb Eugenio Petit Muñoz fins al 1974, quan va morir. Si bé la seva obra es va veure reflectida en un sol llibre, els seus escrits es poden trobar a les publicacions Justicia, España Democrática, Alfar, Paralelo 35, Letras i La Pluma.
Una calle en Montevideo la recuerda y homenajea.